# Бриланж
Бриланж (фр. Brulange) насеље је и општина у североисточној Француској у региону Лорена, у департману Мозел која припада префектури Форбаш.
По подацима из 2011. године у општини је живело 103 становника, а густина насељености је износила 17,61 становника/km². Општина се простире на површини од 5,85 km². Налази се на средњој надморској висини од 200 метара (максималној 354 m, а минималној 232 m).

## Демографија
| 1962. | 1968. | 1975. | 1982. | 1990. | 1999. | 2011. |
| ----- | ----- | ----- | ----- | ----- | ----- | ----- |
| 109   | 140   | 112   | 100   | 92    | 93    | 103   |

График промене броја становника у току последњих година